# Hof van Beroep voor het 11e circuit
Het Hof van Beroep voor het 11e circuit (Engels: United States Court of Appeals for the Eleventh Circuit) is een Amerikaanse federale rechtbank die beroepszaken hoort afkomstig uit de 9 districten gelegen in de staten Alabama, Florida en Georgia. Circuit justice voor het elfde circuit is rechter Clarence Thomas.